# Marv Fleming
Marv Fleming (Longview, 2 de janeiro de 1942) é um ex-jogador profissional de futebol americano estadunidense.

## Carreira
Marv Fleming foi campeão da temporada de 1973 da National Football League jogando pelo Miami Dolphins.